# 1580-talet

## Händelser
- 1582 - Gregorianska kalendern införs i ett antal katolska länder. Det dröjer dock till 1930, innan hela världen har övergått till den.
- Kopparbrytningen vid Stora Kopparberget får ett uppsving i mitten av årtiondet.

## Födda
- 16 juni 1583 – Axel Oxenstierna, svensk greve, statsman och rikskansler.
- 20 juni 1583 – Jakob De la Gardie, svensk fältherre.
- 10 november 1584 – Katarina av Sverige, prinsessa av Sverige.
- 18 april 1589 – Hertig Johan, prins av Sverige.

## Avlidna
- 16 september 1583 – Katarina Jagellonica, drottning av Sverige.
- 10 april 1585 – Gregorius XIII, påve.
- 4 april 1588 – Fredrik II av Danmark, kung av Danmark och kung av Norge.